# Фофанофф, Сергей
Сергей Фофанофф (порт.-браз. Serguei Fofanoff; 11 декабря 1968) — бразильский конник, участник четырёх Олимпийских игр.

## Карьера
Внук белого офицера, воевавшего против большевиков и потом уехавшего в Бразилию.
Фофанофф принимал участие в трёх подряд Олимпийских играх с 1992 по 2000 год. На играх 1992 года в Барселоне выступал в личном троеборье. В 1996 и 2000 годах в командном троеборье. Также был участником Олимпийских игр 2012 года в Лондоне, где выступил сразу в двух дисциплинах. В возрасте 43 лет был самым возрастным членом бразильской сборной на лондонской Олимпиаде.
Наибольшего успеха на Панамериканских играх добился в 1995 году, став чемпионом в командном троеборье. Также был серебряным призёром игр 1999 года и бронзовым призёром 2011 года.